# Harare
Harare (do 1982 uradno Salisbury) je glavno mesto Zimbabveja in s skoraj 1,5 milijona prebivalcev ožjega urbanega območja (popis 2022) največje mesto te države na jugu Afrike. Administrativno je del istoimenske province v upravni delitvi Zimbabveja, ki obsega še mesti Epworth in Chitungwiza.
Je politično, gospodarsko in prometno središče države, tu so številni industrijski obrati, v okolici je razvito rudarstvo (zlato), mesto pa je tudi osrednja točka za distribucijo kmetijskih pridelkov svoje regije, predvsem tobaka. Zaradi revščine in politične nestabilnosti se sooča s številnimi težavami z infrastrukturo in se običajno uvršča pri dnu lestvic svetovnih mest po kakovosti življenja.
Harare je gostil več mednarodnih konferenc in dogodkov, vključno z Vseafriškimi igrami leta 1995 in svetovnim prvenstvom v kriketu leta 2003. Leta 2018 je bil Harare uvrščen med mesta Gamma World. V njem domuje tudi Dynamos FC, klub z največ naslovi v zimbabvejskem nogometu.

## Zgodovina
Naselje so ustanovili britanski kolonisti kot Fort Salisbury leta 1890, ime je dobil po takratnemu ministrskemu predsedniku Združenega kraljestva Robertu Gascoyne-Cecilu, 3. markizu Salisburyjskemu. Kraj ob reki Mukuvisi so izbrali zaradi strateškega pomena, zaradi okoliških vzpetin je bil varen, z veliko rodovitne zemlje v okolici in zalogami gradbenih materialov. Naslednje leto so začrtali načrt mesta in določili lokacijo za naseljevanje črncev približno kilometer stran od prvotnega jedra. Leta 1892 je upravo prevzel sanitarni odbor, ki je bil odgovoren za planiranje infrastrukture. Do konca stoletja sta bili zgrajeni telegrafska in železniška povezava; število naseljencev se je povzpelo do 1600 in za administracijo je bila ustanovljena občina.
Leta 1935 je Salisbury dobil status mesta, intenzivnejši razvoj pa se je začel po drugi svetovni vojni, ko je postal prestolnica delno samostojne Federacije Rodezije in Nyasalanda ter privabil industrijo. V tem času sta bila belski in črnski del mesta strogo ločena, črnske soseske so bile skoncentrirane predvsem ob industrijskih obratih. Po razpadu federacije in razglasitvi neodvisnosti Zimbabveja leta 1965 se je razvoj večjidel ustavil. Dodatno so mesto, skupaj s preostankom države, prizadele mednarodne sankcije zaradi oboroženega upora proti belcem. Po drugi strani se je v razmeroma varno urbano okolje priselilo večje število beguncev iz podeželja.
Po stabilizaciji razmer v 1980. letih se je neodvisna vlada Zimbabveja ponovno posvetila tudi izboljšanju razmer v prestolnici, ki je bila leta 1982 preimenovana v Harare. Že prej je bila ukinjena delitev na belske in črnske dele mesta, tako da rasno razlikovanje ni več tako izrazito, ostajajo pa težave z razkorakom med bogatimi in revnimi ter infrastrukturo, predvsem prometno.

## Geografija

### Topografija
Mesto leži na enem od višjih delov planote Highveld v Zimbabveju na nadmorski višini 1483 metrov. Prvotno pokrajino bi lahko opisali kot 'park' ali divji kraj. Tla v Harareju so raznolika: severna in osrednja območja imajo večinoma rdečkasto rjavo, zrnato glino; nekateri južni deli imajo sivo-rjav pesek nad bledim, ilovnatim peskom ali peščeno ilovico.

### Predmestje
Mesto Harare je razdeljeno na predmestja, zunaj katerih so neodvisne občine, kot so Epworth, Mount Hampden, Norton, Ruwa in Chitungwiza, ki se še vedno nahajajo znotraj širše metropolitanske province.
Osrednje poslovno okrožje Harareja zaznamujejo široke ulice in mešanica zgodovinskih, povojnih in sodobnih stavb. Med znamenitosti v središču mesta so Trg afriške enotnosti, vrtovi Harare, Narodna galerija, parlamentarne stavbe August House in Nacionalni arhiv. Causeway, cesta in podsoseska v osrednjem Harareju, je živahno delovno območje, ki deluje kot mestna vrsta veleposlaništev (skupaj z Belgravio na severovzhodu), kjer so skoncentrirana številna veleposlaništva, diplomatska predstavništva, raziskovalni inštituti in druge mednarodne organizacije.[44] Poleg tega se tukaj nahaja veliko vladnih ministrstev in muzejev, kot je Zimbabvejski muzej humanističnih znanosti.
Rotten Row je podokrožje v središču Harareja, ki se začne na križišču ulic Prince Edward Street in Samora Machel Avenue ter se razteza do nadvoza, kjer meji na Mbare na Cripps Road. Rotten Row je dobil ime po istoimenski cesti v Londonu. Ime Rotten Row je spremenjena oblika francoskega izraza Route du Roi, Kraljeva cesta. Znano je kot pravno okrožje Harareja, kjer so hararsko sodišče za prekrške, mestna osrednja knjižnica in stavba ZANU-PF, skupaj s številnimi odvetniškimi pisarnami. Soseska je dobila ime tudi po istoimenski knjigi Petine Gappah, objavljeni leta 2016.
Severna in severovzhodna predmestja Harareja so običajno dom premožnejših prebivalcev, vključno z nekdanjim predsednikom Robertom Mugabejem, ki je živel v Borrowdale Brooke. Ta severna predmestja se pogosto imenujejo dales zaradi pogoste pripone -dale, ki jo najdemo v nekaterih predmestjih, kot so Avondale, Greendale in Borrowdale. Stanovanja so večinoma nizko gosto naseljene hiše s 3 spalnicami ali več, v katerih običajno živijo družine. Zlasti Borrowdale je dom nekaterih najobsežnejših nepremičninskih projektov v mestu. Severozahodno predmestje Emerald Hill je tako poimenovano bodisi zaradi zelene barve drevesastega hriba bodisi zaradi svojih irskih povezav – številne ceste v predmestju imajo irska imena, kot so Dublin, Belfast, Wicklow in Cork.
Vzhodno od središča mesta Harare so pomembna predmestja Arcadia, Newlands, Arlington in druga. Newlands je poimenoval Colin Duff, zimbabvejski minister za kmetijstvo v dvajsetih letih 20. stoletja. Arlington je novejše predmestje ob mednarodnem letališču Harare in je bilo prej v lasti Williama Harveyja Browna, nekdanjega župana Salisburyja. Brown je bil prvotno iz Iowe in se je v devetdesetih letih 19. stoletja pridružil okupacijskim silam Britanske južnoafriške družbe, da bi zbiral primerke za Smithsonian Institution v Washingtonu, D.C.
Južni deli Harareja so bili v preteklosti bolj industrijska območja, pogosto dom večine afriškega prebivalstva, pa tudi nekaterih pripadnikov nižjega razreda evropskega porekla. Willowvale je morda najbolj znan po škandalu Willowgate iz leta 1988, v katerega je bilo vpletenih več članov stranke ZANU-PF v shemo, v kateri so različni vladni uradniki nezakonito preprodajali avtomobile. Jugozahodni del Harareja vsebuje tudi številna gosto poseljena naselja, ki jih je vlada ustanovila od tridesetih let prejšnjega stoletja naprej. Highfield, ustanovljen leta 1930, je na primer drugo najstarejše gosto poseljeno predmestje v Harareju. Highfield je bil ustvarjen kot kraj za naselitev temnopoltih delavcev, ki so zagotavljali delovno silo za industrijska območja Southerton in Workington.

### Podnebje
Po Köppnovi podnebni klasifikaciji ima Harare subtropsko visokogorsko podnebje (Köppen Cwb), oceansko podnebno različico. Ker mesto leži na planoti, njegova visoka nadmorska višina in hladen jugovzhodni zračni tok povzročata, da je podnebje hladnejše in bolj suho kot tropsko ali subtropsko podnebje.
Povprečna letna temperatura je 17,95 °C, kar je za trope precej nizko. To je posledica visoke nadmorske višine in prevlade hladnega jugovzhodnega zračnega toka.
Obstajajo trije glavni letni časi: toplo, mokro poletje od novembra do marca/aprila; hladna, suha zima od maja do avgusta (kar ustreza zimi na južni polobli); in topla do vroča, suha sezona v septembru/oktobru. Dnevne temperature se gibljejo med 7 in 22 °C v juliju (najhladnejši mesec), med 15 in 29 °C v oktobru (najbolj vroč mesec) in med 16 in 26 °C v januarju (sredi poletja). Najtoplejše leto v zgodovini je bilo 26. oktober 2011 s 37 °C, najhladnejše pa leta 1965 s 17,13 °C.
Povprečna letna količina padavin je na jugozahodu približno 825 mm, na višje ležečih območjih severovzhoda (od okolice Borrowdala do Glen Lorne) pa se dvigne na 855 mm. Med majem in septembrom običajno pade zelo malo dežja, čeprav se večino let pojavljajo občasni nalivi. Padavine se iz leta v leto zelo razlikujejo in sledijo ciklom mokrih in sušnih obdobij, ki trajajo od 7 do 10 let. Zapisi se začnejo oktobra 1890, vendar so vse tri postaje v Harareju prenehale poročati v začetku leta 2004.
Podnebje podpira naravno vegetacijo odprtega gozda. Najpogostejše drevo v lokalni regiji je msasa ali Brachystegia spiciformis, katere vinsko rdeči listi so v mestu najbolj vidni konec avgusta. Dve vneseni vrsti dreves, jacaranda in ognjeno drevo (Delonix regia) iz Južne Amerike oziroma Madagaskarja, sta bili vneseni v kolonialnem obdobju in s svojimi lila in rdečimi cvetovi prispevata k barvni paleti mesta. Vrsti cvetita oktobra/novembra in sta posajeni na izmeničnih ulicah v prestolnici. V Harareju je razširjena tudi bugenvilija. Gojijo tudi nekatera drevesa iz srednjih zemljepisnih širin severne poloble, vključno z ameriškim ambrovcem (Liquidambar styraciflua
), dobom, Quercus mongolica in Quercus texana.

## Gospodarstvo
Harare je vodilno finančno, komercialno in komunikacijsko središče Zimbabveja, pa tudi mednarodno trgovsko središče za tobak, koruzo, bombaž in agrume. Gospodarsko pomembna je tudi proizvodnja izdelkov, vključno s tekstilom, jeklom in kemikalijami, prav tako pa tudi trgovina z dragocenimi minerali, kot so zlato, diamanti in platina. Zgodnji optimizem vlagateljev po inavguraciji vlade Mnangagwe leta 2017 se je od takrat v veliki meri polegel zaradi počasnega tempa reform, katerih cilj je bil Harare in Zimbabve narediti bolj prijazna do podjetij. Gospodarstvo je leta 2019 utrpelo visoko inflacijo in pogoste izpade električne energije, kar je še dodatno oviralo naložbe, podoben učinek pa je imelo tudi slabo izvajanje ustreznih denarnih reform skupaj s poskusi zmanjšanja primanjkljaja. Čeprav je vlada večkrat poudarila svojo zavezanost izboljšanju preglednosti, povečanju enostavnosti poslovanja in boju proti korupciji, je napredek pod upravo Mnangagwe še vedno omejen.
Harare je v 2000-ih in zgodnjih 2010-ih doživel razcvet nepremičninskega trga, zlasti v bogatih severnih predmestjih, cene pa so se v zadnjem desetletju dramatično zvišale kljub izzivom v drugih sektorjih gospodarstva. Ta razcvet so v veliki meri spodbudili člani zimbabvejske diaspore in špekulacije, saj so se vlagatelji zavarovali pred lokalno valuto. Vendar se je nekoč rastoči trg začel ohlajati zaradi zvišanja obrestnih mer leta 2019 in gospodarskih posledic pandemije COVID-19, zaradi česar je več projektov ostalo nedokončanih.
Drug izziv za gospodarstvo Harareja je vztrajno izseljevanje visoko izobraženih in usposobljenih prebivalcev v Združeno kraljestvo, Avstralijo, Kanado, Irsko, Južno Afriko in Novo Zelandijo, predvsem zaradi gospodarskega upada in političnih nemirov. Beg možganov iz mesta, ki je v primerjavi z drugimi nastajajočimi trgi skoraj brez primere, je privedel do upada števila lokalnih podjetnikov, preobremenjenega in upadajočega srednjega razreda ter pomanjkanja zaposlitvenih možnosti zunaj neformalnega in javnega sektorja. Poleg tega se delavski prebivalci mesta vse pogosteje selijo v bližnjo Južno Afriko in Bocvano, čeprav jih zlahka nadomestijo manj premožni podeželski migranti. Vendar pa se kljub več kot desetletju zanemarjanja mestna infrastruktura in človeški kapital še vedno ugodno primerjata z mesti v drugih delih Afrike in Latinske Amerike. Ostaja odprto vprašanje, ali bo sedanja vlada lahko prepričala svojo raznoliko in dobro izobraženo zimbabvejsko diasporo, ki šteje približno 4 do 7 milijonov ljudi, da vlaga v gospodarstvo, kaj šele, da bi razmislila o vrnitvi.

## Kultura
Harare ima močno kulturno in umetniško sceno, ki se pogosto odziva na trenutne gospodarske in politične krize ter ponuja priložnosti za satiro, eksperimentiranje in preoblikovanje. Medtem ko avtorji in glasbeniki, kot so Doris Lessing, Petina Gappah in Thomas Mapfumo, že dolgo kritizirajo korupcijo in pomanjkljivosti vlad Smitha in Mugabeja, je pojav protestov in kritičnega gledališča od leta 2000 poživil lokalno umetniško sceno. Igralci, režiserji in umetniki so se pridružili glasbenikom in pisateljem pri kritiziranju političnih zlonamernosti, občinstvo pa se je zbralo za njimi, zaradi česar je lokalna gledališka in umetniška scena ena najbolj živahnih na južni polobli.
Mesto je tudi prizorišče Mednarodnega festivala umetnosti v Harareju (HIFA), na katerem so nastopili priznani umetniki, kot je pevka s Zelenortskih otokov Sara Tavares. HIFA je bil leta 2019 odpovedan in ni jasno, ali je bil v naslednjih letih organiziran.
Harare je dom več pomembnih muzejev in spomenikov. Narodna galerija Zimbabveja razstavlja umetnost Šonov in kamnite skulpture. Zimbabvejski muzej humanističnih znanosti v bližini Rotten Rowa dokumentira arheologijo južne Afrike od kamene do železne dobe. Artefakte, časopise in druge predmete iz mejnikov v zgodovini Zimbabveja najdete v Narodnem arhivu. Heroes' Acre je pokopališče in nacionalni spomenik, katerega namen je obeležiti tako borce za neodvisnost, ki so padli med rodezijsko grmovno vojno, kot tudi sodobne Zimbabvejce, ki so služili svoji državi in so pokopani na tem mestu.
Med zasebnimi kulturnimi ustanovami je park skulptur Chapungu v soseski Msasa Park, ki prikazuje dela zimbabvejskih kamnitih kiparjev. Ustanovil ga je leta 1970 Roy Guthrie, ki je imel ključno vlogo pri promociji del kiparjev po vsem svetu. [potreben citat] Pomemben primer arhitekture v Harareju je Eastgate Centre, nakupovalno središče z inovativno zasnovo, ki se nahaja enako oddaljeno od trga Unity Square in Borrowdale.

## Bogoslužni prostori
Večina bogoslužnih prostorov v Harareju so krščanske cerkve in templji. Nekatere denominacije, ki delujejo v Harareju, in z njimi povezani bogoslužni prostori so: Božje skupščine, Baptistična konvencija Zimbabveja (Svetovna baptistična zveza), Reformirana cerkev v Zimbabveju (Svetovno občestvo reformiranih cerkva), Cerkev province Srednje Afrike (Anglikansko občestvo) in Rimskokatoliška nadškofija Harare (Katoliška cerkev).

## Galerija
- Sam Nujoma Street, proti jugu
- Anglikanska stolnica sv. Marije in vseh svetih
- Poslovno središče Harare, nasproti Reserve BankPoslovno središče Harare, nasproti Reserve Bank
- First Street
- Stranski pogled na parlamentarne stavbe
- Eastgate Centre
- Relief pri National Heroes' Acre
- National Heroes' Acre

## Mednarodne povezave
Harare ima uradne povezave z naslednjimi mesti (pobratena ali sestrska mesta oz. mesta-dvojčki):
- Nottingham, Združeno kraljestvo
- München, Nemčija
- Cincinnati, Združene države Amerike
- Prato, Italija
- Lago, Italija